# Acomys minous
Acomys minous là một loài động vật có vú trong họ Chuột, bộ Gặm nhấm. Loài này được Bate mô tả năm 1905.